# Juan Heller

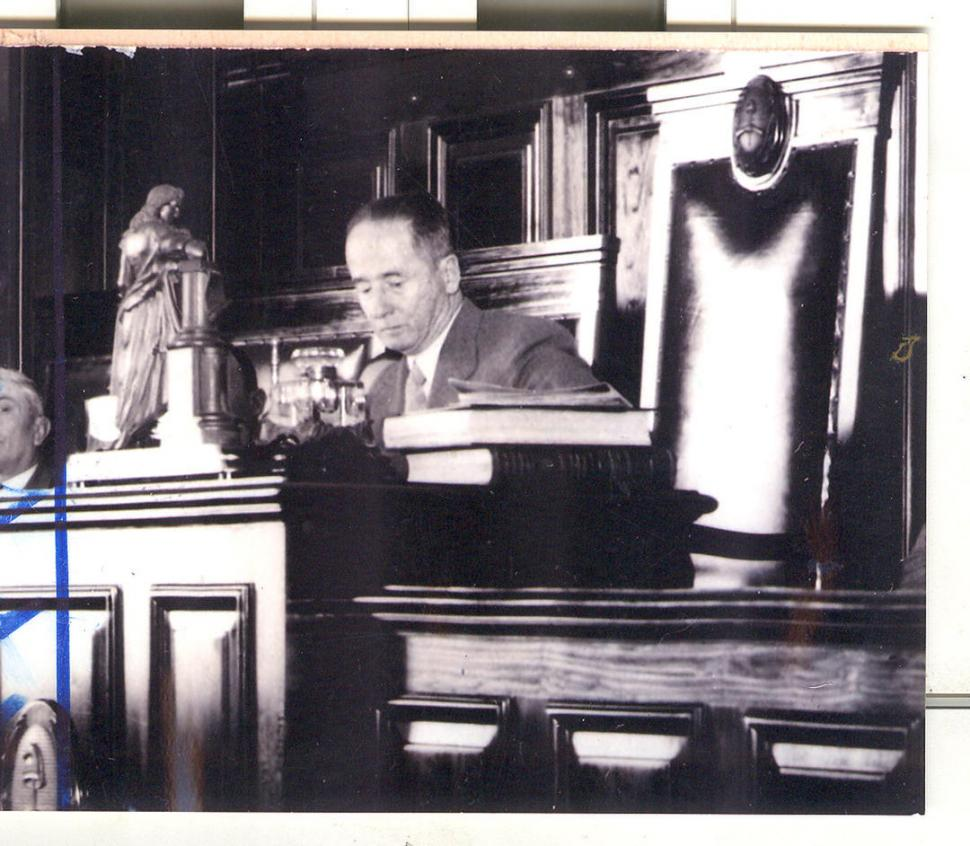
Juan Heller en el sitial del Presidente de la Corte Suprema de Justicia de la Provincia de Tucumán.

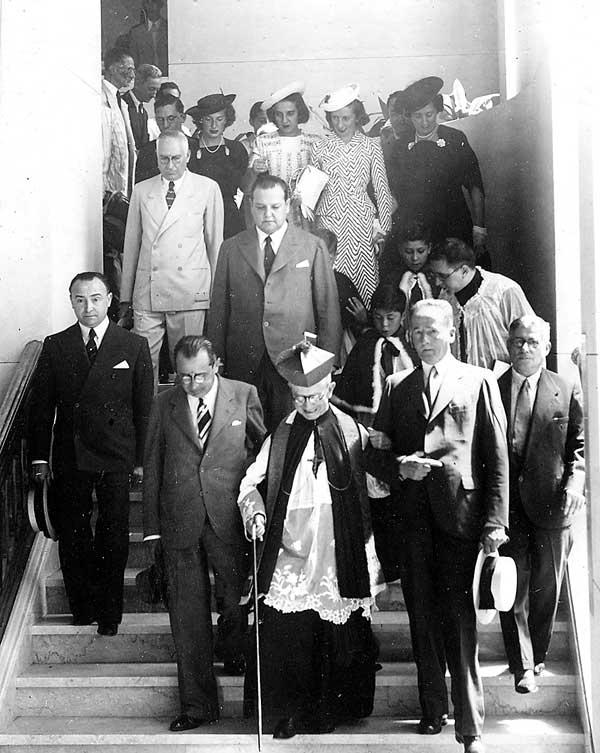
Juan Heller (derecha) da su brazo al Obispo de Tucumán, Bernabé Piedrabuena, junto al gobernador Miguel Mario Campero, en la ceremonia de inauguración del nuevo Palacio de Tribunales. Marzo de 1939.

Juan Heller (San Miguel de Tucumán, 8 de marzo de 1883-San Miguel de Tucumán, 15 de mayo de 1950) fue un jurista y juez argentino.

## Biografía
Heller nació el 8 de marzo de 1883 en Tucumán, hijo de Juan Heller Johanssen, un inmigrante danés y de Corina Palacio Todd. Realizó sus estudios en su provincia natal para luego graduarse de abogado por la Universidad de Buenos Aires. Se trasladó a Buenos Aires, capital de la Argentina en 1900, junto a otras futuras personalidades relevantes del ámbito político y social de Tucumán, como el futuro gobernador radical Miguel Mario Campero. Allí militó en el Comité Universitario Radical, que presidía Campero y cuyo vicepresidente era José Tamborini, otro futuro dirigente del radicalismo. Consta que Heller firmó junto con Campero, el denominado «A la Juventud Estudiosa», en 1906, invitando a los estudiantes universitarios a tomar partido por la U.C.R.
Regresó a Tucumán en 1912 y fue designado secretario del Juzgado Civil y Comercial. También se desempeñó en la docencia universitaria, siendo reconocido por su entrega y dedicación a sus alumnos. Su prestigio lo lleva a ser designado vicerrector de la Universidad Nacional de Tucumán y en 1917, como vicepresidente del Banco del Tucumán. En 1923, el gobernador Octaviano Vera, lo designó como miembro de la Comisión encargada de redactar el nuevo Código de Procedimientos Penales de la Provincia.
En 1928, el gobierno de Miguel Campero lo designa nuevamente juez en lo Civil y Comercial y en 1929 sería elegido como miembro de la Corte Suprema de Justicia de la Provincia. Desde ese cargo impulsó el nuevo código de procedimiento en materia laboral, supervisó las obras del nuevo Palacio de Tribunales diseñado por el arquitecto Francisco Squirru. Fue miembro vitalicio de la Comisión de la Fundación Lillo y presidente de la Comisión destinada a la construcción del monumento al presidente Julio Argentino Roca, en el Parque 9 de Julio.
Miembro prominente de la denominada Generación del centenario, fue un notable traductor de poesía inglesa y un estudioso del folklore del norte argentino, por lo que apoyó junto a Ernesto Padilla, las investigaciones de Alfonso Carrizo.
Desplazado de su cargo de vocal de la Corte Suprema de Justicia de la Provincia, como consecuencia del golpe de Estado de 1943, fue reincorporado con posterioridad, ejerciendo del Alto Tribunal provincial hasta su fallecimiento. 
Falleció en San Miguel de Tucumán, el 15 de mayo de 1950.